# Wilfried Huber
Wilfried Huber (Brunico, 15 novembre 1970) è un ex slittinista italiano, tra i pochi atleti ad aver partecipato ad almeno sei edizioni dei Giochi olimpici.
È fratello di Arnold, Günther e Norbert, a loro volta ex atleti di sport della slitta di alto livello.

## Biografia
In carriera ha gareggiato sia nel singolo che nel doppio, ma è in quest'ultima specialità che ha raggiunto i successi più prestigiosi, gareggiando sempre in coppia con Kurt Brugger.
In Coppa del Mondo ha debuttato nella stagione 1986/87, ha conquistato il primo podio l'11 gennaio 1987 nel doppio a Valdaora e la prima vittoria l'11 dicembre 1988 sempre nel doppio a Sarajevo. In classifica generale si è classificato in quattro occasioni al secondo posto nel doppio, nel 1989/90, nel 1992/93, nel 1994/95 e nel 1997/98 ed una volta ha raggiunto la terza piazza nel singolo, nel 1996/97.
Ha partecipato a sei edizioni dei Giochi olimpici invernali, ed avrebbe potuto essere il primo atleta a partecipare a sette rassegne a cinque cerchi invernali se fosse stato incluso nella squadra per Vancouver 2010, ma dopo le selezioni il capo allenatore della nazionale azzurra Walter Plaikner scelse di non convocarlo, al termine della stessa stagione ha deciso di ritirarsi.
L'esordio olimpico è avvenuto a Calgary 1988 dove si è classificato al settimo posto nel doppio, quattro anni più tardi ad Albertville 1992 è giunto quinto nel doppio, a Lillehammer 1994 ha colto la medaglia d'oro nel doppio (subito davanti ad un'altra coppia italiana composta dal fratello Norbert e da Hansjörg Raffl). Nella stessa olimpiade l'altro fratello Günther ha ottenuto il bronzo nel bob a due, solamente Arnold non è riuscito a prendere la medaglia dovendosi accontentare del quarto posto nel singolo dello slittino. Ha partecipato per l'ultima volta nel doppio a Nagano 1998 chiudendo in quinta piazza; nelle due successive edizioni a Salt Lake City 2002 e Torino 2006 ha gareggiato nel singolo cogliendo rispettivamente la nona e la decima posizione.
Ai campionati mondiali ha conquistato sette medaglie ed altre due le ha conquistate nelle rassegne iridate juniores. Nel suo medagliere figurano inoltre sette medaglie ai campionati europei, tra le quali una d'oro.
Dopo il ritiro dall'attività agonistica è entrato a far parte dello staff tecnico della nazionale di slittino.

## Palmarès

### Olimpiadi
- 1 medaglia:
  - 1 oro (doppio a Lillehammer 1994).

### Mondiali
- 7 medaglie:
  - 2 argenti (doppio a Calgary 1990; gara a squadre a Lillehammer 1995);
  - 5 bronzi (singolo, doppio, gara a squadre a Calgary 1993; doppio a Lillehammer 1995; gara a squadre ad Igls 1997).

### Europei
- 6 medaglie:
  - 1 oro (gara a squadre a Schönau am Königssee 1994);
  - 3 argenti (doppio a Winterberg 1992; doppio a Schönau am Königssee 1994; gara a squadre ad Oberhof 1998);
  - 2 bronzi (gara a squadre a Schönau am Königssee 1988; gara a squadre a Sigulda 1996).

### Mondiali juniores
- 2 medaglie:
  - 1 argento (singolo a Valdaora 1988)
  - 1 bronzo (doppio a Valdaora 1988)

### Coppa del Mondo
- Miglior piazzamento in classifica generale nel singolo: 3° nel 1996/97.
- Miglior piazzamento in classifica generale nel doppio: 2° nel 1989/90, nel 1992/93, nel 1994/95 e nel 1997/98.
- 47 podi (11 nel singolo e 35 nel doppio e 1 nelle gare a squadre):
  - 10 vittorie (3 nel singolo e 7 nel doppio);
  - 19 secondi posti (4 nel singolo e 15 nel doppio);
  - 18 terzi posti (4 nel singolo e 13 nel doppio e 1 nelle gare a squadre).

#### Coppa del Mondo - vittorie
| Data             | Luogo                | Paese          | Disciplina              |
| ---------------- | -------------------- | -------------- | ----------------------- |
| 11 dicembre 1988 | Sarajevo             | Jugoslavia     | Doppio con Kurt Brugger |
| 11 febbraio 1990 | Winterberg           | Germania Ovest | Doppio con Kurt Brugger |
| 24 gennaio 1993  | Schönau am Königssee | Germania       | Singolo                 |
| 28 febbraio 1993 | Lake Placid          | Stati Uniti    | Doppio con Kurt Brugger |
| 4 dicembre 1994  | Winterberg           | Germania       | Doppio con Kurt Brugger |
| 19 febbraio 1995 | Altenberg            | Germania       | Doppio con Kurt Brugger |
| 26 gennaio 1997  | Oberhof              | Germania       | Doppio con Kurt Brugger |
| 25 gennaio 1998  | Winterberg           | Germania       | Singolo                 |
| 4 febbraio 2001  | Nagano               | Giappone       | Singolo                 |
| 18 febbraio 2001 | Lake Placid          | Stati Uniti    | Doppio con Kurt Brugger |